# Новояковлевка (Ореховский район)
Новоя́ковлевка (укр. Новояковлівка) — село,
Новояковлевский сельский совет,
Ореховский район,
Запорожская область,
Украина.
Код КОАТУУ — 2323986501. Население по переписи 2001 года составляло 566 человек.
Является административным центром Новояковлевского сельского совета, в который, кроме того, входят сёла
Запасное,
Магдалиновка и
Новобойковское.

## Географическое положение
Село Новояковлевка находится на расстоянии в 2 км от сёл Новобойковское, Запасное и Павловка (Васильевский район).
По селу протекает пересыхающий ручей с запрудой.

## История
- 1861 год — дата основания как село Яковлево переселенцами из Полтавской губернии.

## Объекты социальной сферы
- Школа.
- Детский сад.
- Дом культуры.
- Фельдшерско-акушерский пункт.

## Достопримечательности
- Братская могила 47 советских воинов.